# Хроники обыкновенного безумия (пьеса)
«Хроники обыкновенного безумия» (чеш. 	Příběhy obyčejného šílenství) — пьеса Петра Зеленки, написанная в 2001 года, получившая премию Альфреда Радока за лучшую пьесу. Премьера состоялась 16 ноября 2001 на сцене пражского театра Дейвицке. Позднее пьеса была поставлена в других чешских городах, а также переведена на другие языки и поставлена в нескольких странах. Зеленка написал и снял одноимённую экранизацию комедии, которая была выпущена в 2005 году и также имела большой успех.

## Действующие лица
- Петр
- Мать Петра
- Отец Петра
- Сильвия
- Иржи
- Алиса
- Муха, друг Петра
- Анна
- Алеш
- Яна, бывшая девушка Петра
- Ева, манекен
- Босс Петра
- Танцовщица
- Военный из Чечни

## Сюжет
Комедия сосредотачивается вокруг Петра, 35-летнего холостяка, работающего в службе погрузки в аэропорту. Он отчаянно хочет вернуть свою подругу Яну, которая бросила его из-за его «ненормальности», и просит своего друга Муху о помощи. Муха, ещё один одиночка, неспособный на продолжительные отношения с женщиной, пережил много разрывов и поэтому считает себя экспертом.
Петр также должен посещать своих недовольных родителей. Мать Петра разрушила семью своими бесконечными проповедями, у неё развилась сильная страсть к донорству крови, и она взволнована войной в Чечне. Отец Петра, бывший диктор коммунистической хроники на радио, уходит в свои мысли, он озабочен тем, поместится ли электрическая лампочка во рту. Сосед Петра, композитор, ведущий судебные тяжбы за получение гонораров за исполнение своей музыки в лифтах, тоже весьма эксцентричен.
Решение для Петра в конечном счете остаётся только одно: упаковать себя в коробку и отправить куда-то очень далеко…

## Постановки
Мировая премьера спектакля состоялась в театре Дейвице в Праге 16 ноября 2001 года. Эта постановка явилась дебютной режиссёрской работой драматурга Петра Зеленки. Спектакль шел в этом театре до 13 октября 2009 года. Иван Троян играл главную роль Петра. Нина Дивишкова была номинирована на премию «Талия» за роль матери Петра, а Мирослав Кробот получил премию Альфреда Радока «Талант года». Другие известные актёры в этой постановке включали Мартина Мышичку в роли Мухи и Ленку Кроботову в роли Сильвии.
В Чехии спектакль также был поставлен на сцене Камерного театра в Праге (под руководством Вацлава Клеменса, в роли Петра — Марек Цисовский), в Южночешском театре в Чески-Крумлове (премьера состоялась 1 ноября 2004 года, в роли Петра — Павел Убрам), в театре Западной Чехии в Хебе (в постановке Петра Штиндля, в роли Петра — Петр Конаш, премьера состоялась 24 апреля 2010 года).

### Постановки за рубежом
Словацкая версия, переведенная Яной Беньевой (словац. Príbehy obyčajného šialensva), открылась в театре Андрея Багара в Нитре в декабре 2002 года (режиссёр — Светозар Спрушанск, в роли Петра — Милан Ондрик).
В Польше первая постановка пьесы, переведенной на польский язык Кристиной Краузе (пол. Opowieści o żwyczajnym szalenstwie), состоялась в Любушском театре в Зелёна-Гуре в марте 2003 года и с тех пор была неоднократна поставлена на разных площадках по всей стране.
Спектакль, поставленный режиссёром Терезой Ружичковой, открылся 28 апреля 2005 года в канадском Бёрнаби в Центре искусств Шадболда.
В апреле 2005 года состоялась премьера в Венгрии, в театре Катона Юзефа в Будапеште.
8 мая 2009 года немецкая версия пьесы (нем. 	Schrottengel) открылась в театре LTT в Тюбингене, с Данни Экснаром в роли Петра.
На русском языке пьеса была поставлена молдавским театром «Михай Еминеску».

## Переводы на иностранные языки
Пьеса была опубликована на английском языке в 2002 году Чешским театральным институтом и также была переведена на русский язык.

## Экранизации
2005 — Чехия, Хроники обыкновенного безумия (фильм), режиссёр Петр Зеленка.